# Du gewinnst hier nicht die Million bei Stefan Raab/Episodenliste

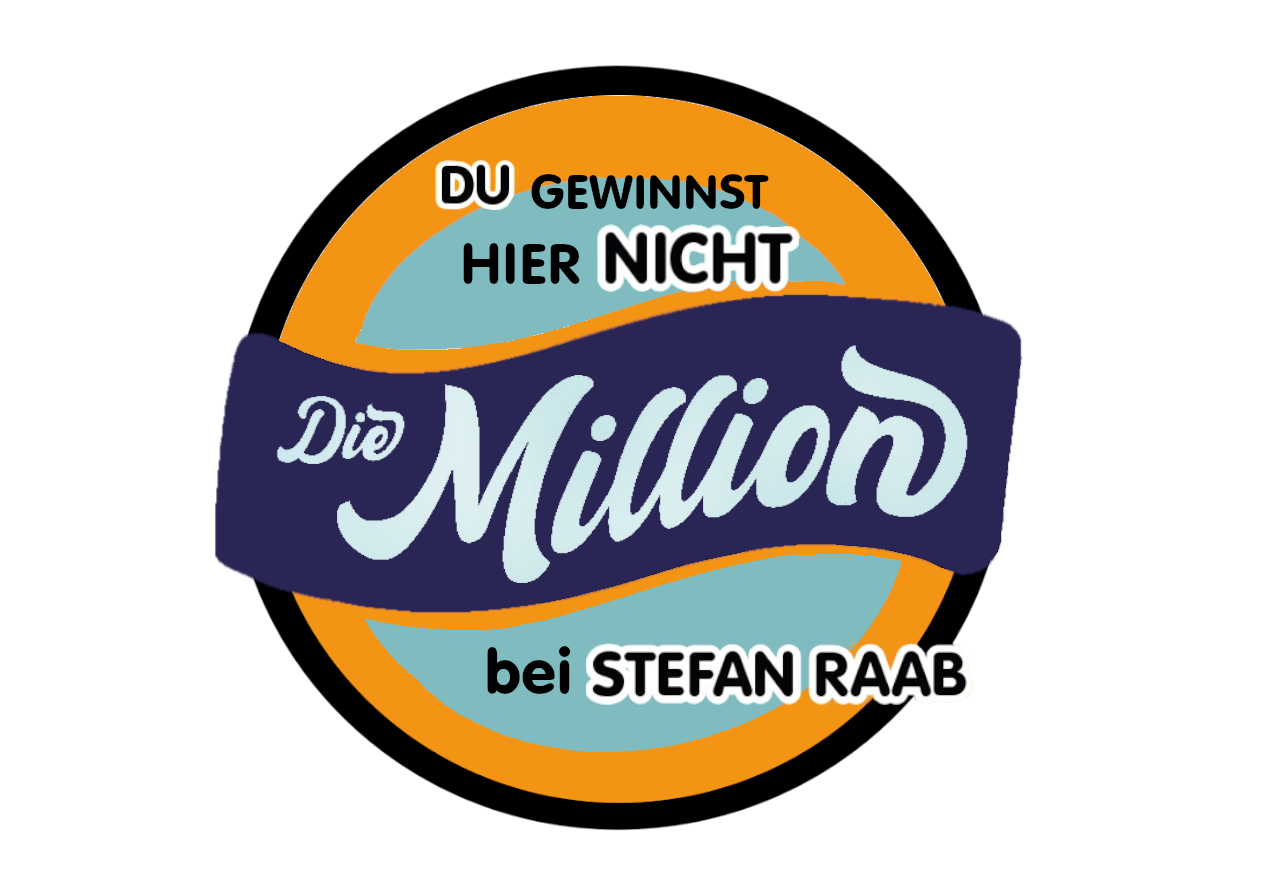
Logo der Show

Dieser Artikel bietet eine Übersicht über die Folgen und Aktionsspiele der Fernsehsendung Du gewinnst hier nicht die Million bei Stefan Raab (kurz DGHNDMBSR oder DGHNDM), meist Du gewinnst hier nicht die Million genannt. Die Show wurde wöchentlich mittwochs auf RTL ausgestrahlt und von Stefan Raab moderiert, der mit seiner Firma Raab Entertainment auch für die Produktion verantwortlich war.
Die Show wurde von September bis Dezember 2024 exklusiv auf dem Streamingdienst RTL+ ausgestrahlt und lief vom 12. Februar bis zur letzten Ausgabe am 11. Juni 2025 im linearen Programm von RTL.

## Übersicht der Folgen

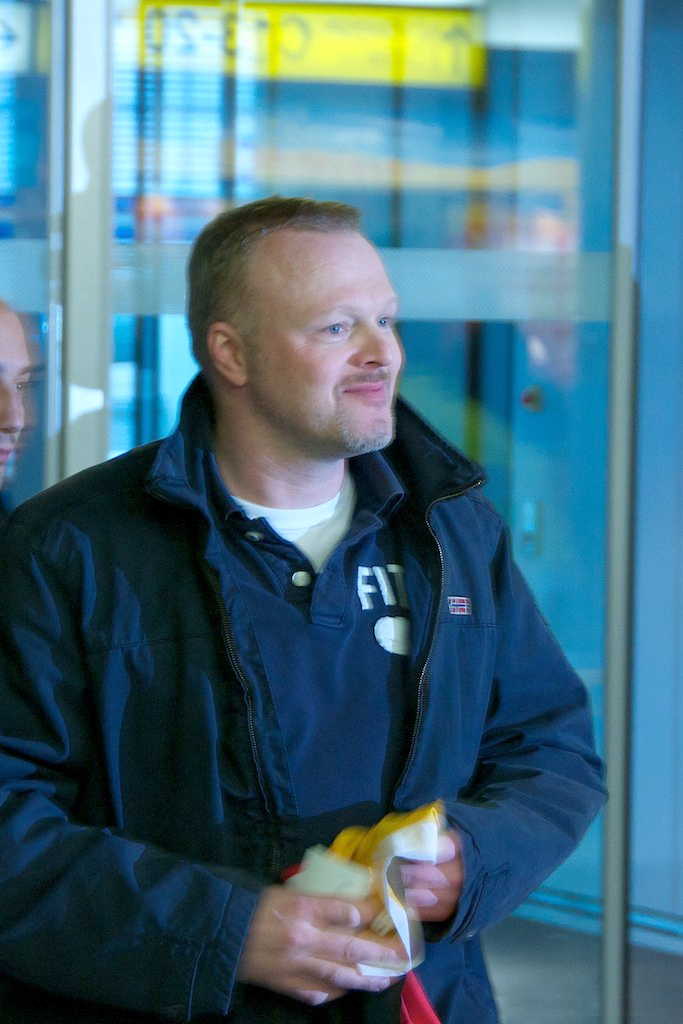
Stefan Raab

| Folge   | Ausstrahlungsdatum | Spielleiter / Gastmoderator | Showgast                                    | Kandidat                | Ausgeschieden in           | Gewinnsumme             |
| ------- | ------------------ | --------------------------- | ------------------------------------------- | ----------------------- | -------------------------- | ----------------------- |
| 1       | 18. September 2024 | Elton                       | –                                           | Oliver                  | Runde 6 (Spiel)            | 1.000 €                 |
| 1       | 18. September 2024 | Elton                       | –                                           | Sören                   | –                          | 1.000 €                 |
| 2       | 25. September 2024 | Elton                       | Thorsten Legat                              | Sören                   | –                          | 1.000 €                 |
| 2       | 25. September 2024 | Elton                       | Thorsten Legat                              | Sören                   | Runde 4 (Quizfrage)        | 1.000 €                 |
| 2       | 25. September 2024 | Elton                       | Thorsten Legat                              | Emre                    | Runde 1 (Quizfrage)        | 0 €                     |
| 2       | 25. September 2024 | Elton                       | Thorsten Legat                              | Anton                   | Runde 1 (Quizfrage)        | 0 €                     |
| 2       | 25. September 2024 | Elton                       | Thorsten Legat                              | Dana                    | Runde 3 (Spiel)            | 0 €                     |
| 3       | 2. Oktober 2024    | Elton                       | –                                           | Ender                   | Runde 6 (Spiel)            | 1.000 €                 |
| 4       | 9. Oktober 2024    | Jan Köppen                  | –                                           | Marc                    | Runde 2 (Quizfrage)        | 0 €                     |
| 4       | 9. Oktober 2024    | Jan Köppen                  | –                                           | Louit                   | Runde 4 (Quizfrage)        | 1.000 €                 |
| 4       | 9. Oktober 2024    | Jan Köppen                  | –                                           | Nima                    | Runde 3 (Spiel)            | 0 €                     |
| 5       | 16. Oktober 2024   | Sophia Thomalla             | Sophia Thomalla                             | Sebastian               | Runde 3 (Spiel)            | 0 €                     |
| 5       | 16. Oktober 2024   | Sophia Thomalla             | Sophia Thomalla                             | Manuel                  | Runde 3 (Spiel)            | 0 €                     |
| 6       | 23. Oktober 2024   | Frauke Ludowig              | –                                           | Chris                   | Runde 5 (Quizfrage)        | 1.000 €                 |
| 6       | 23. Oktober 2024   | Frauke Ludowig              | –                                           | Anke                    | Runde 3 (Spiel)            | 0 €                     |
| 6       | 23. Oktober 2024   | Frauke Ludowig              | –                                           | Viktoria                | Runde 3 (Spiel)            | 0 €                     |
| 7       | 30. Oktober 2024   | Erik Meijer                 | –                                           | Metin                   | Runde 3 (Spiel)            | 0 €                     |
| 7       | 30. Oktober 2024   | Erik Meijer                 | –                                           | Dominik                 | Runde 3 (Spiel)            | 0 €                     |
| 7       | 30. Oktober 2024   | Erik Meijer                 | –                                           | Dennis                  | Runde 3 (Spiel)            | 0 €                     |
| 8       | 6. November 2024   | Thomas Gottschalk           | Gülcan Kamps                                | Tamara                  | Runde 3 (Spiel)            | 0 €                     |
| 8       | 6. November 2024   | Thomas Gottschalk           | Gülcan Kamps                                | Mark                    | Runde 3 (Spiel)            | 0 €                     |
| 9       | 13. November 2024  | Pamela Reif                 | Pamela Reif                                 | Tarik                   | Runde 6 (Spiel)            | 1.000 €                 |
| 10      | 20. November 2024  | Laura Wontorra              | –                                           | Axel                    | –                          | 5.000 €                 |
| 11      | 27. November 2024  | Steffen Hallaschka          | David Garrett                               | Axel                    | Runde 9 (Spiel)            | 5.000 €                 |
| 12 1    | 4. Dezember 2024   | Joey Kelly                  | –                                           | Patrick                 | Runde 2 (Schnellraterunde) | 1.000 €                 |
| 12 1    | 4. Dezember 2024   | Joey Kelly                  | –                                           | Meik                    | –                          | 1.000 €                 |
| 13      | 11. Dezember 2024  | Joachim Llambi              | „Dennis aus Hürth“ / Martin Klempnow        | Meik                    | Runde 3 (Spiel)            | 1.000 €                 |
| 13      | 11. Dezember 2024  | Joachim Llambi              | „Dennis aus Hürth“ / Martin Klempnow        | Alexander               | Runde 1 (Spiel)            | 0 €                     |
| 13      | 11. Dezember 2024  | Joachim Llambi              | „Dennis aus Hürth“ / Martin Klempnow        | Marc                    | Runde 1 (Spiel)            | 0 €                     |
| 14      | 18. Dezember 2024  | Elton                       | –                                           | Jendrik                 | Runde 1 (Spiel)            | 0 €                     |
| 14      | 18. Dezember 2024  | Elton                       | –                                           | Holger                  | Runde 1 (Spiel)            | 0 €                     |
| 15 2    | 12. Februar 2025   | Elton                       | Robert Habeck, Barbara Schöneberger         | Hannah                  | Runde 1 (Spiel)            | 0 €                     |
| 16      | 19. Februar 2025   | Elton                       | Christian Lindner                           | Max                     | Runde 1 (Spiel)            | 0 €                     |
| 16      | 19. Februar 2025   | Elton                       | Christian Lindner                           | André                   | Runde 1 (Spiel)            | 0 €                     |
| 17      | 26. Februar 2025   | Michelle Hunziker           | Michelle Hunziker                           | Marco                   | Runde 1 (Spiel)            | 0 €                     |
| 17      | 26. Februar 2025   | Michelle Hunziker           | Michelle Hunziker                           | Elisabeth               | Runde 3 (Spiel)            | 1.000 €                 |
| 18      | 5. März 2025       | Janin Ullmann               | Abor & Tynna                                | Marten                  | Runde 1 (Spiel)            | 0 €                     |
| 18      | 5. März 2025       | Janin Ullmann               | Abor & Tynna                                | Daniel                  | Runde 1 (Spiel)            | 0 €                     |
| 18      | 5. März 2025       | Janin Ullmann               | Abor & Tynna                                | Jessica                 | Runde 1 (Spiel)            | 0 €                     |
| 19      | 12. März 2025      | Joachim Llambi              | Harald Glööckler, Christina Hänni           | Christian               | Runde 1 (Spiel)            | 0 €                     |
| 19      | 12. März 2025      | Joachim Llambi              | Harald Glööckler, Christina Hänni           | Sarah                   | Runde 1 (Spiel)            | 0 €                     |
| 20      | 19. März 2025      | Jana Wosnitza               | –                                           | Kim                     | Runde 4 (Spiel)            | 1.000 €                 |
| 20      | 19. März 2025      | Jana Wosnitza               | –                                           | Mathis                  | Runde 1 (Spiel)            | 0 €                     |
| 20      | 19. März 2025      | Jana Wosnitza               | –                                           | Erik                    | Runde 1 (Spiel)            | 0 €                     |
| 21      | 26. März 2025      | Elton                       | LYZA                                        | Nathalie                | Runde 1 (Spiel)            | 0 €                     |
| 21      | 26. März 2025      | Elton                       | LYZA                                        | Schayan                 | Runde 1 (Spiel)            | 0 €                     |
| 22      | 2. April 2025      | Sophia Thomalla             | Sophia Thomalla                             | Tillmann                | Runde 4 (Spiel)            | 1.000 €                 |
| 23      | 9. April 2025      | Promi-Special               | Promi-Special                               | Promi-Special           | Promi-Special              | Promi-Special           |
| 24      | 16. April 2025     | Promi-Special               | Promi-Special                               | Promi-Special           | Promi-Special              | Promi-Special           |
| 25 3    | 23. April 2025     | Yvonne Catterfeld           | Yvonne Catterfeld                           | Hartmut                 | Runde 1 (Spiel)            | 0 €                     |
| 25 3    | 23. April 2025     | Yvonne Catterfeld           | Yvonne Catterfeld                           | Yasmin                  | Runde 1 (Spiel)            | 0 €                     |
| 26      | 30. April 2025     | Tanz-in-den-Mai-Special     | Tanz-in-den-Mai-Special                     | Tanz-in-den-Mai-Special | Tanz-in-den-Mai-Special    | Tanz-in-den-Mai-Special |
| 27 4    | 7. Mai 2025        | Giovanni Zarrella           | Giovanni Zarrella                           | Ramona                  | Runde 1 (Spiel)            | 0 €                     |
| 28 5, 6 | 21. Mai 2025       | Laura Wontorra              | Thorsten Schorn                             | Eveline                 | Runde 1 (Spiel)            | 0 €                     |
| 29      | 28. Mai 2025       | Jan Köppen                  | –                                           | Arthur                  | –                          | 5.000 €                 |
| 30 7    | 4. Juni 2025       | Joachim Llambi              | –                                           | Arthur                  | –                          | 5.000 €                 |
| 30 7    | 4. Juni 2025       | Joachim Llambi              | –                                           | Arthur                  | Runde 5 (Quiz)             | 5.000 €                 |
| 30 7    | 4. Juni 2025       | Joachim Llambi              | –                                           | Ines                    | Runde 1 (Spiel)            | 0 €                     |
| 31 8    | 11. Juni 2025      | Elton                       | Felix Stein, Martin Braun, The Great Leslie | Luca                    | Runde 1 (Spiel)            | 0 €                     |

## Sonderausgaben

### DGHNDM-Promi-Special
| Folge | Ausstrahlungsdatum | Spielleiter / Gastmoderator | Teilnehmer        | Ausgeschieden in    | Gewinnsumme |
| ----- | ------------------ | --------------------------- | ----------------- | ------------------- | ----------- |
| 23    | 9. April 2025      | Elton                       | Joey Kelly        | Runde 1 (Spiel)     | 0 €         |
| 23    | 9. April 2025      | Elton                       | Luca Hänni        | Runde 1 (Spiel)     | 0 €         |
| 23    | 9. April 2025      | Elton                       | Larissa Marolt    | Runde 1 (Spiel)     | 0 €         |
| 23    | 9. April 2025      | Elton                       | Paul Janke        | Runde 2 (Quizfrage) | 1.000 €     |
| 23    | 9. April 2025      | Elton                       | Mimi Kraus        | Runde 1 (Spiel 8)   | 0 €         |
| 23    | 9. April 2025      | Elton                       | Mimi Kraus        | Runde 7 (Spiel)     | 5.000 €     |
| 24    | 16. April 2025     | Jan Köppen                  | Mimi Kraus        | Runde 7 (Spiel)     | 5.000 €     |
| 24    | 16. April 2025     | Jan Köppen                  | René Casselly     | Runde 2 (Quizfrage) | 1.000 €     |
| 24    | 16. April 2025     | Jan Köppen                  | Tom Beck          | Runde 1 (Spiel)     | 0 €         |
| 24    | 16. April 2025     | Jan Köppen                  | Björn Werner      | Runde 1 (Spiel) 9   | 0 €         |
| 24    | 16. April 2025     | Jan Köppen                  | Thorsten Legat 10 | –                   | –           |

## Übersicht der Aktionsspiele
| Folge | Spieltitel                           | Gewinner |
| ----- | ------------------------------------ | -------- |
| 1     | Maschendrahtzaun                     | Kandidat |
| 1     | Bürostuhl-Ball                       | Raab     |
| 1     | Reifenwechseln                       | Raab     |
| 2     | Von Teller zu Teller                 | Raab     |
| 3     | Ballonpieksen                        | Kandidat |
| 3     | Jazzminton                           | Raab     |
| 4     | Bogenschießen                        | Kandidat |
| 4     | Anders gespielt                      | Raab     |
| 5     | Basketball-Duell                     | Raab     |
| 5     | Wer ist es?                          | Raab     |
| 5     | Um die Ecke                          | Kandidat |
| 6     | Fußball-Billard                      | Raab     |
| 6     | Wer bin ich?                         | Raab     |
| 7     | Regal-Tennis                         | Raab     |
| 7     | Feuer machen                         | Raab     |
| 7     | Maßband-Ball                         | Raab     |
| 8     | Wer fehlt?                           | Raab     |
| 8     | Cornhole                             | Raab     |
| 9     | Heliumballon-Rennen                  | Kandidat |
| 9     | Gewichte angeln                      | Raab     |
| 10    | Neon Pong                            | Kandidat |
| 10    | Kart Acht                            | Kandidat |
| 11    | Geigen-Cover                         | Raab     |
| 12    | Axtwerfen                            | Raab     |
| 12    | Zelt einpacken / Küchenset einpacken | Kandidat |
| 13    | Ballonscheibe                        | Raab     |
| 13    | Seilwerfen                           | Raab     |
| 13    | Tassenstapeln                        | Raab     |
| 14    | Eimer-Ball                           | Raab     |
| 14    | Weihnachtslieder rückwärts raten     | Raab     |
| 15    | Besen-Löffeln                        | Raab     |
| 16    | Schätz mal                           | Raab     |
| 16    | Propeller                            | Raab     |
| 17    | Ketten knipsen                       | Raab     |
| 17    | Zählen                               | Kandidat |
| 17    | Über Bande                           | Raab     |
| 18    | Heusack-Hochwurf                     | Raab     |
| 18    | Girlande                             | Raab     |
| 18    | Wer ist es?                          | Raab     |
| 19    | Ball-Katapult                        | Raab     |
| 19    | Führerschein-Fragenkatalog           | Raab     |
| 20    | Frisbee-Kerzen                       | Kandidat |
| 20    | Anders gespielt                      | Raab     |
| 20    | Balance-Planke                       | Raab     |
| 20    | Karten rutschen                      | Raab     |
| 21    | Laubbläser-Ball                      | Raab     |
| 21    | Wann war das?                        | Raab     |
| 22    | Blindgänger                          | Kandidat |
| 22    | Buoy                                 | Raab     |
| 23    | Drahtbogen                           | Raab     |
| 23    | Lattlschießen                        | Raab     |
| 23    | Doppelangel                          | Raab     |
| 23    | Titschball                           | Raab     |
| 23    | Lupfen                               | Kandidat |
| 23    | Grundschul-Quiz                      | Kandidat |
| 24    | Football-Pfeil                       | Kandidat |
| 24    | Luftlinie                            | Raab     |
| 24    | Basketball-Freiwurf                  | Kandidat |
| 24    | Gewicht schätzen                     | Raab     |
| 24    | Schmaler Grat                        | Kandidat |
| 25    | Koffer parken                        | Raab     |
| 25    | Vier gewinnt (Abwandlung)            | Raab     |
| 26 11 | –                                    | –        |
| 27    | Reinnudeln                           | Raab     |
| 28    | Lieder erkennen                      | Raab     |
| 29    | Räumliches Merken                    | Kandidat |
| 29    | Lören                                | Kandidat |
| 30    | Saugpfeil-Darts                      | Raab     |
| 31    | Parkplatz merken                     | Raab     |